# Credo Econell 18
A Credo Econell 18 a magyar Kravtex-Kühne csoport által gyártott alacsony belépésű csuklós autóbusz, melyet 2021-ben mutattak be.  Az egyedülálló konstrukció és az ultrakönnyű önhordó vázszerkezet nagyjából 3 tonnás tömegcsökkenést eredményez. A busz mellső és hajtott hátsó futóműveit a Rába gyártja, a középső szabadonfutó tengely saját (Kühne) gyártmányú. A jármű a Credo Econell 12 Next csuklós változata.

## Története
2021-ben a Volánbusz elindította a járműfiatalítási programját, miszerint a mára már réginek és korszerűtlennek számító autóbuszokat új, modern autóbuszokkal váltaná ki. A projekt célja volt, hogy a teljes járműflotta átlagos életkorát 15 év alá csökkentse. Elsősorban az Ikarus 200-as szériát kiváltó új járművek tervezésére és legyártására kiírt pályázatot a Kravtex-Kühne csoport nyerte meg. Ekkor a korábbi, sikeresnek számító Credo Econell 12-es helyközi és elővárosi forgalomra szánt autóbusz továbbfejlesztésének eredménye a nagyobb kapacitású Credo Econell 18 Next csuklós autóbusz lett. Ennek mintájára 2022-ben az új csuklós autóbusz mintájára bemutatták a típus szóló változatát, a Credo Econell 12 Nextet. A szóló változatból egyelőre nem érkezett a Volánbusz állományába. A csuklós változatból 2021-ben 47 darabot rendelt a Volánbusz, amelynek leszállítása 2023-ban történt meg. Az autóbuszok az ország minden pontján forgalomba álltak, főként a budapesti agglomerációban, Esztergom, Győr és Miskolc környékén, de más térségek nagyobb forgalmú helyközi járatain is előfordulnak.
A hivatalos bemutatására 2021. október 14-én került sor. Az autóbuszt a Volánbusz elővárosi vonalaira szánta a gyártó, ennek megfelelően ajtóképlete 2-2-2-0. Fontos változás az előd típuscsaládhoz képest, hogy teljes szélességű első ajtóval rendelkezik, és 25 milliméterrel szélesebb. 
Az Econell Next széria jellegzetessége az addig szokatlan formatervezés. Az autóbusz formáját Tóth János, a NABI Sirius formatervezője alkotta meg. A homlok- és hátfalon megjelenő, karakteres X-motívum összhangban van az új generációra utaló NEXT típusjelzéssel. Az utasok kényelmét USB-töltők, az ultraszéles utastájékoztató monitorok és a Full-LED belső világítás szolgálja.

## Felépítése
A jármű felépítésében eltér az eddig megszokott Credo autóbuszoktól, a karosszériája Magyarországon elsőként alkalmazott, önhordó vázszerkezete miatt nagyjából az autóbusz 3 tonnával kevesebb a hasonló méretű és kategóriájú modellekhez képest. Ezzel a jármű gyorsulását és a könnyebb fordulást kívánták elősegíteni. A vázszerkezete E-bus-ready, így a későbbiekben megjelenő elektromos Credo Electronell autóbuszok gyártásához fel lehet használni a NEXT széria vázszerkezetét. Az autóbusz Euro 6-os, környezetkímélő motorral van ellátva, ezáltal megfelel az Európai Unió által előírt szabványoknak.

## Képgaléria

Credo Econell 18 Next
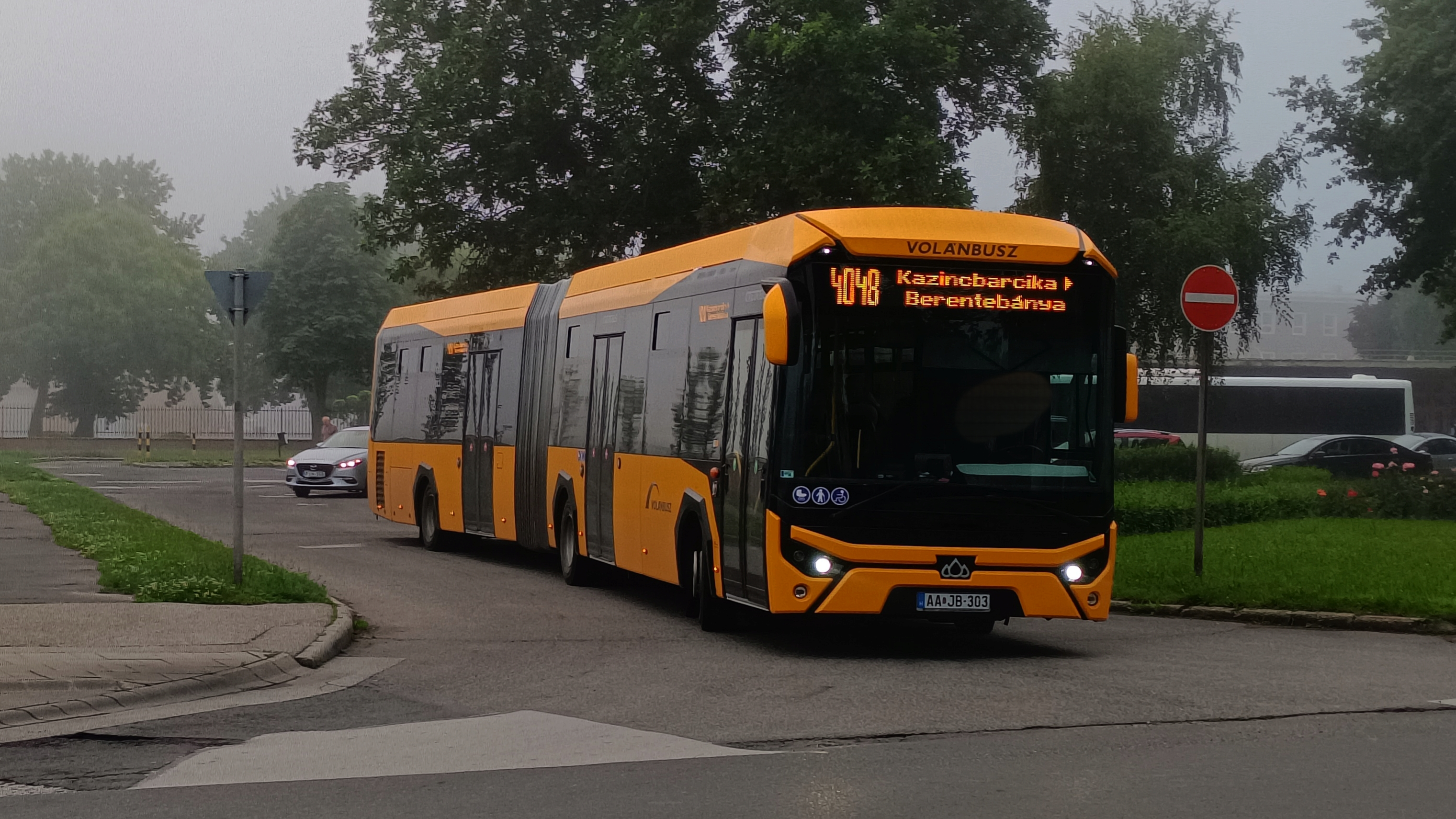
Borsodra 32 darab jutott
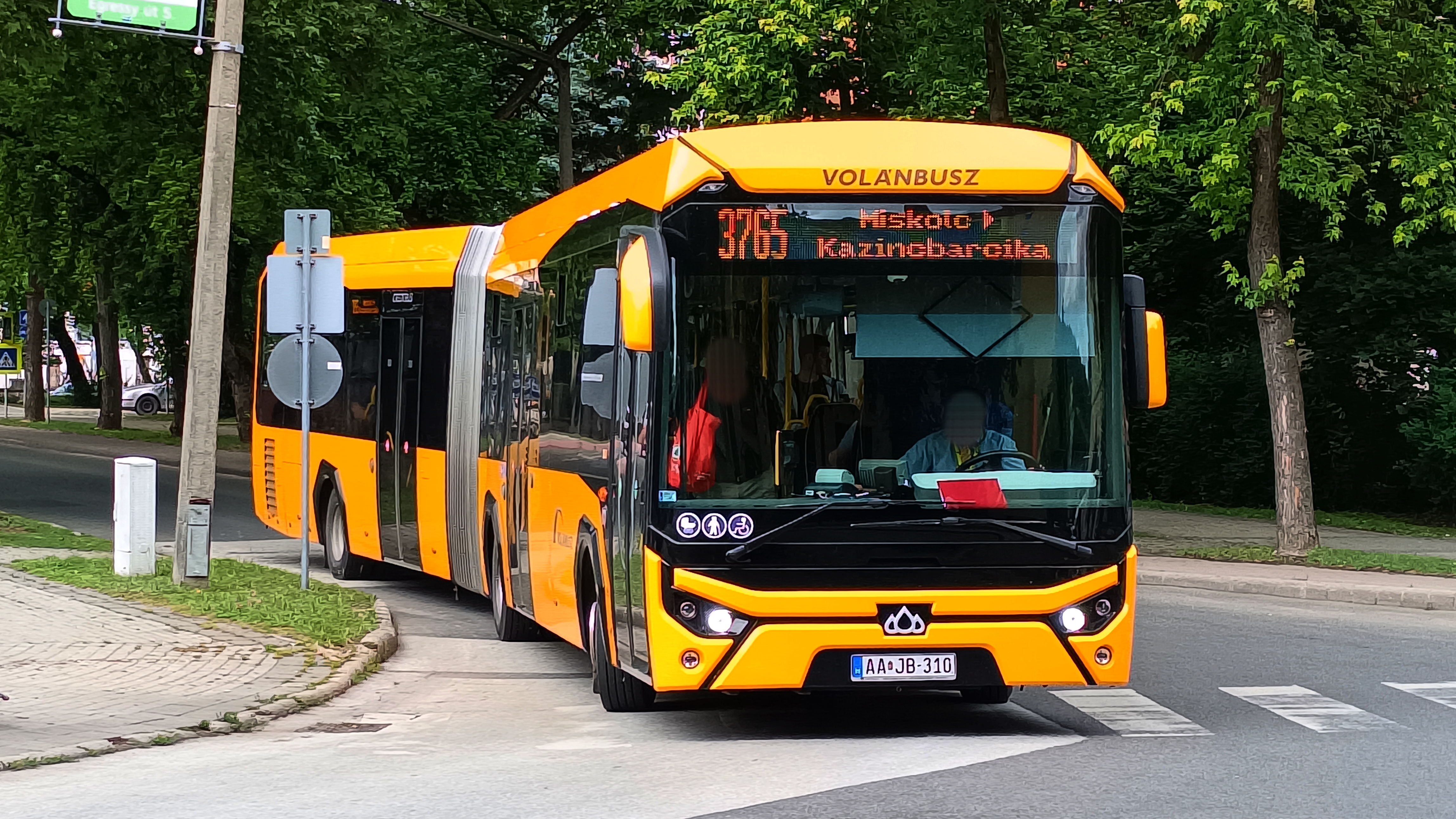
Főként a Miskolc–Kazincbarcika (3763-3767) vonalakra rakták nagyrészét
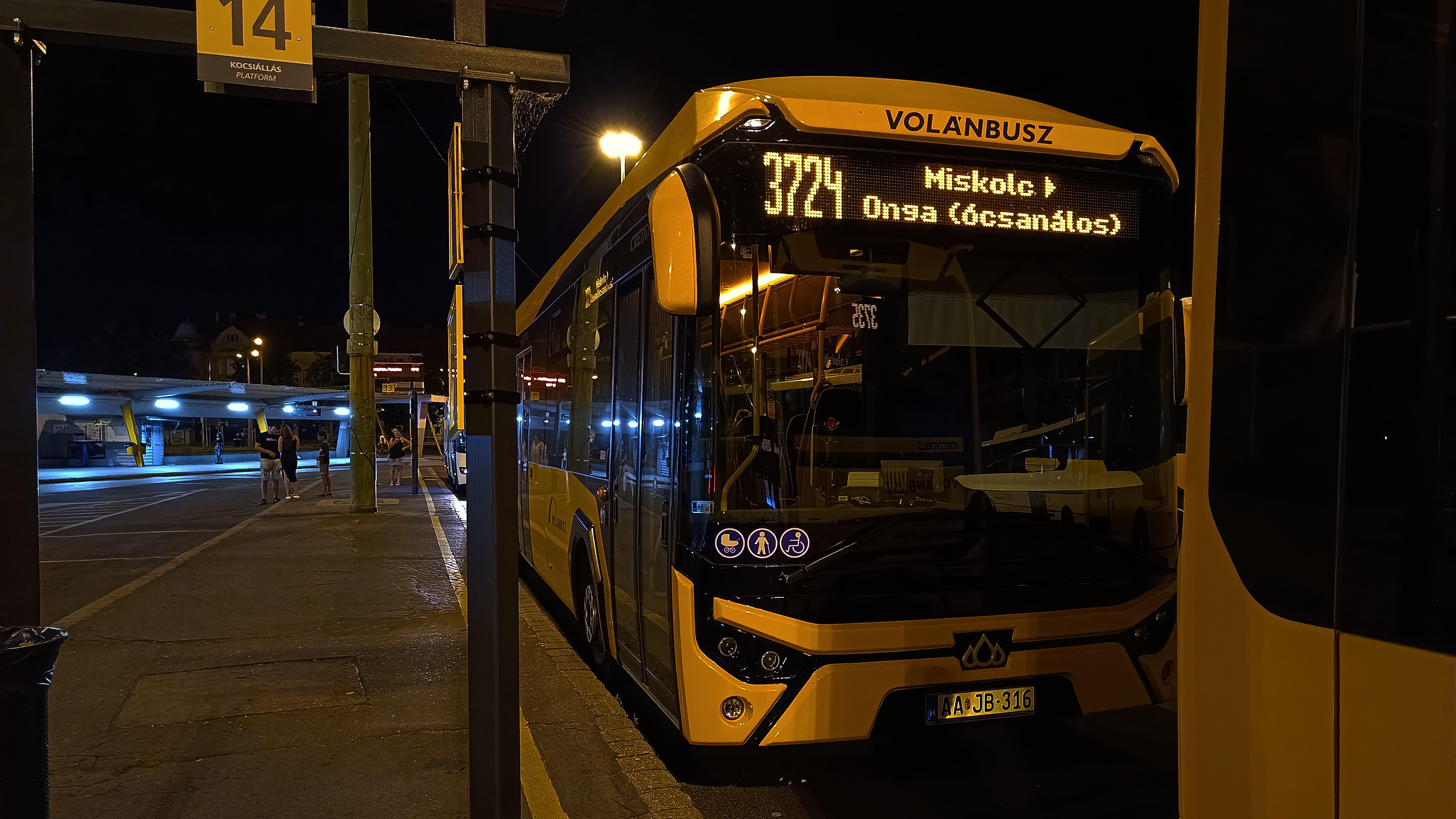
Az éjszakában is fordázik
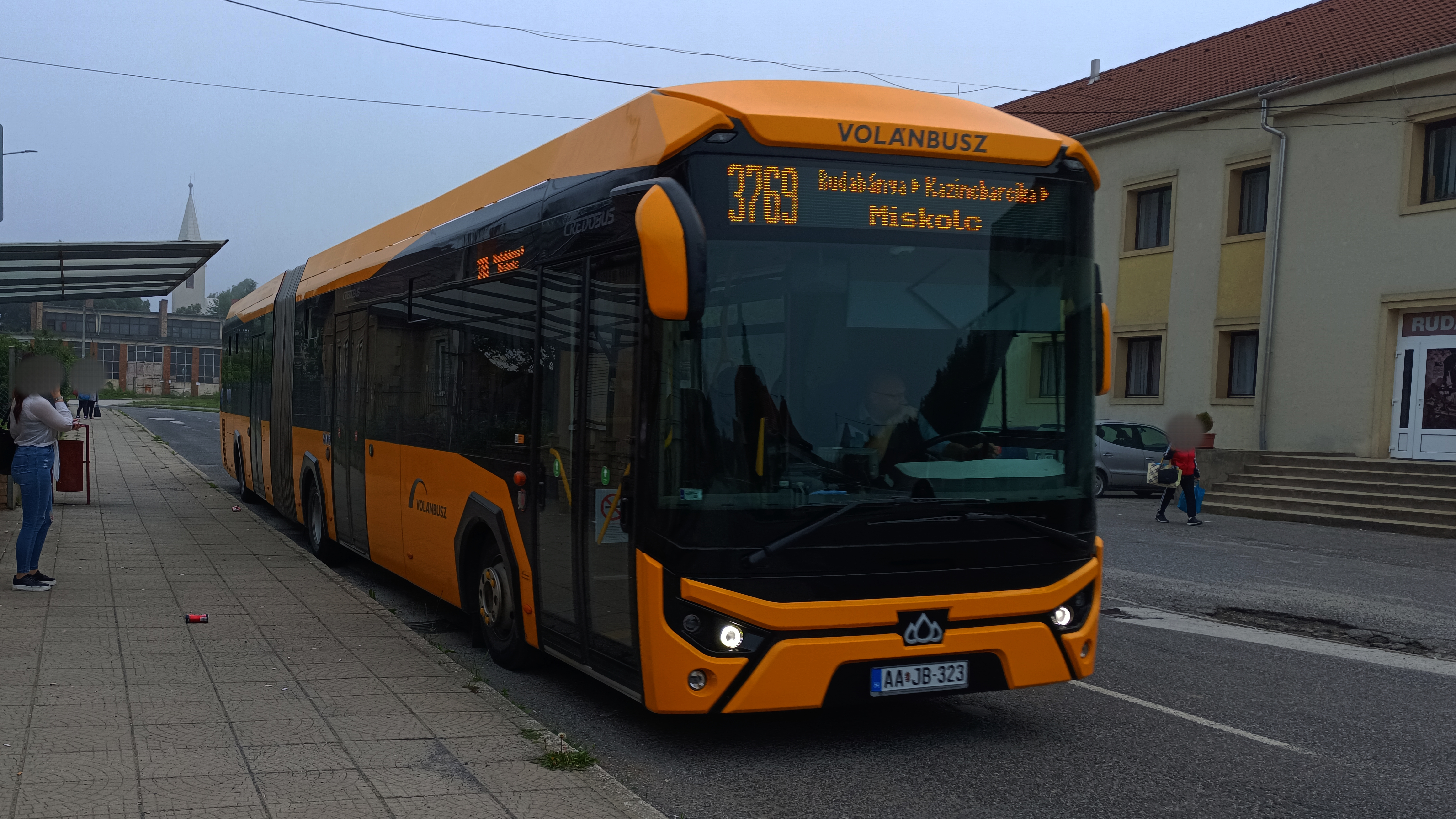
A vidéken ingázó (jelenesetben Volvo 7700A csuklósokat) ezek váltották
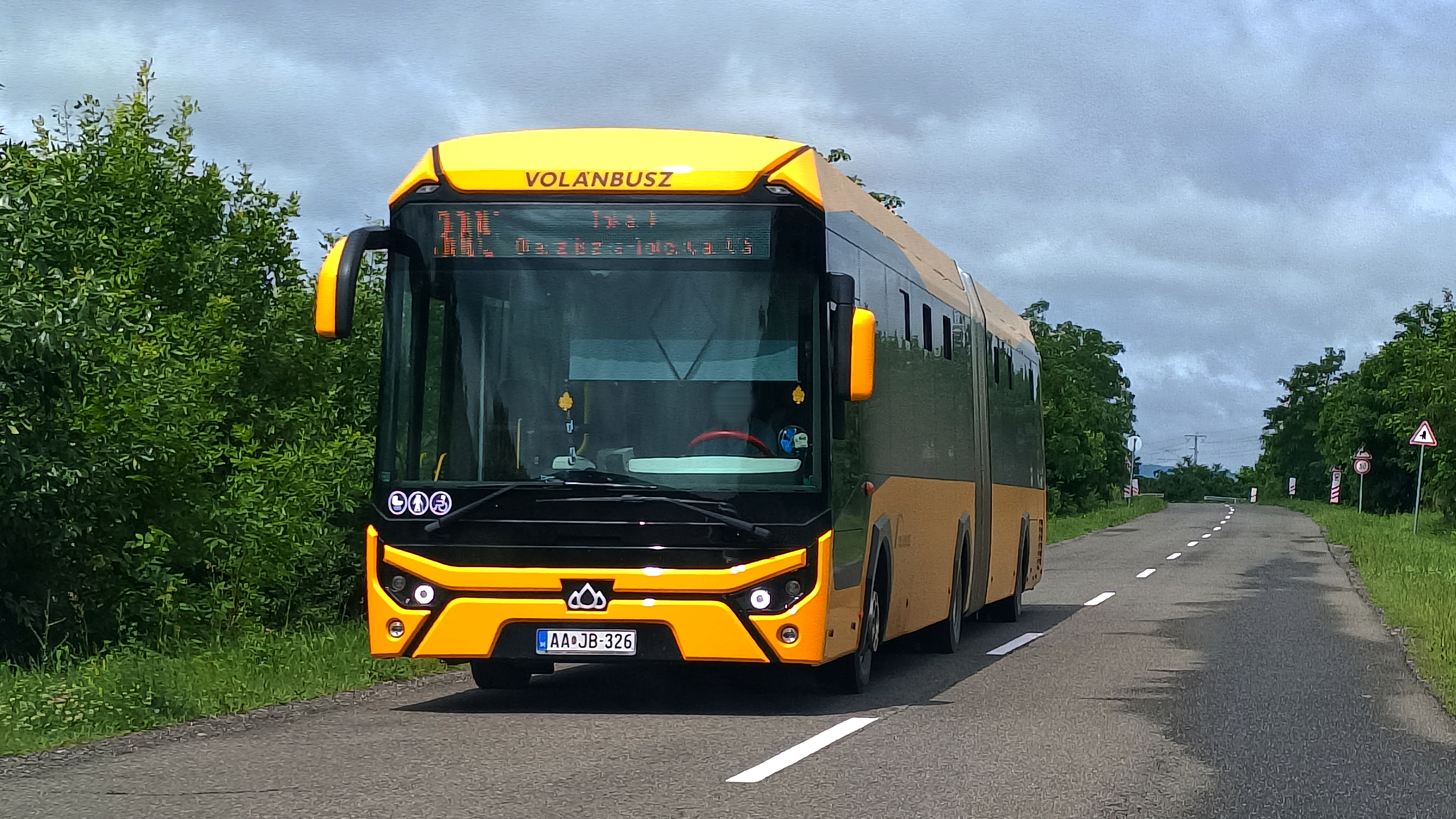
Egyetlen darab Sárospatak környékére került
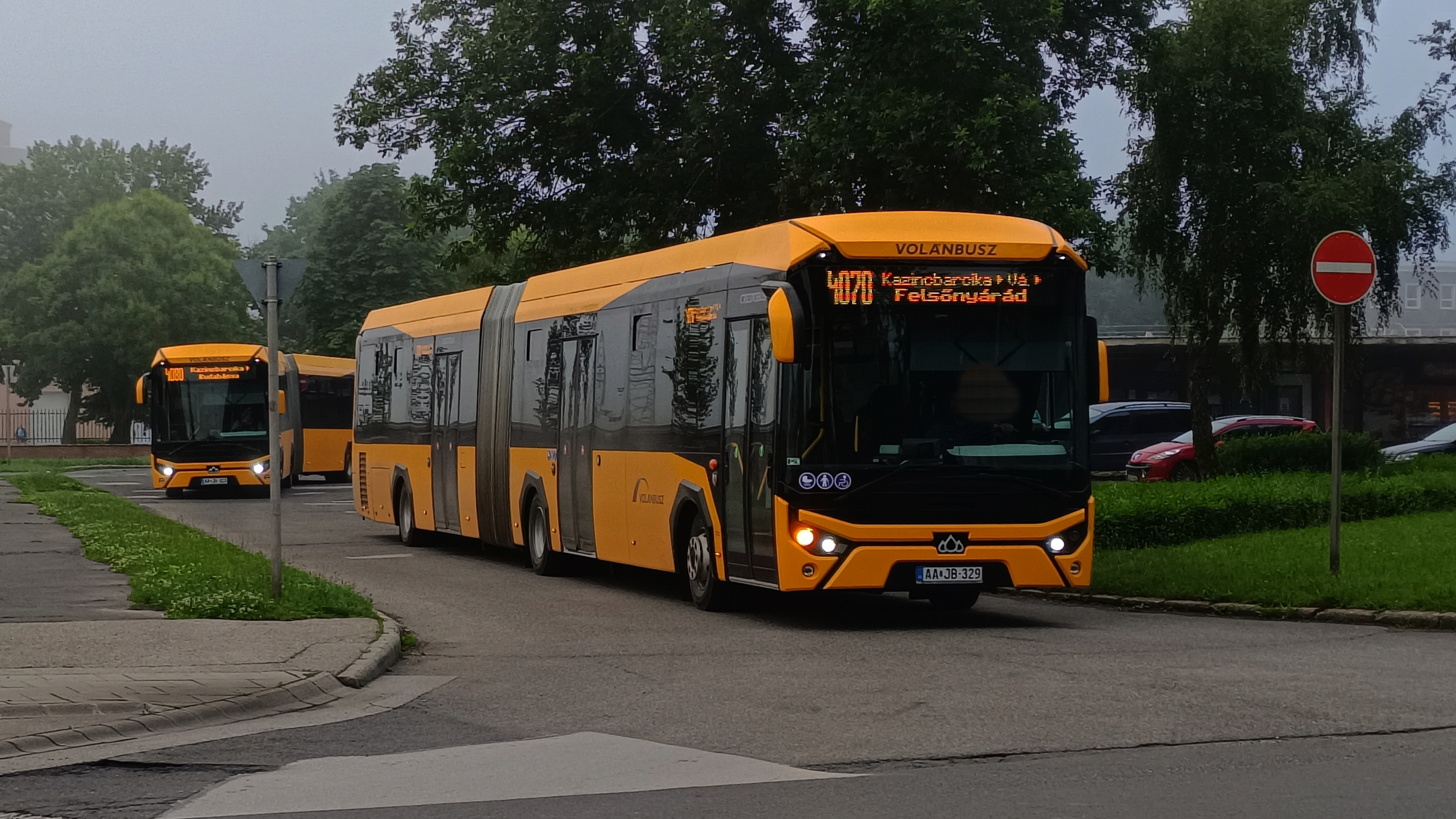
Egymást követik a Credok